# Generał i jego armia
Generał i jego armia (ros. Gienierał i jego armija) – powieść rosyjskiego pisarza Gieorgija Władimowa.

## O książce
Jest to klasyczna powieść wojenna, według krytyków osadzona w najlepszych, tołstojowskich tradycjach rosyjskiej batalistyki. Jej akcja rozgrywa się w ostatnich dniach listopada 1943 – podczas forsowania Dniepru i poprzez wspomnienia głównego bohatera – w czasie bitwy o Moskwę w grudniu 1941. Fikcyjny radziecki generał Kobrisow, d-ca 38. Armii, pragnie za wszelką cenę uniknąć strat związanych z forsowaniem Dniepru w miejscu wskazanym przez naczelne dowództwo. Wie, że jest to odcinek rzeki dobrze broniony przez Niemców i straty będą olbrzymie. Na własną rękę dokonuje rozpoznania, znajduje bardziej dogodny, słabo broniony odcinek, gdzie wysyła desant i tworzy nieduży przyczółek. Na drodze staje mu jednak oficer Smierszu – mjr Swietłookow, który bardziej zainteresowany jest miejscem forsowania wskazanym przez dowództwo – wie, że kluczowa pozycja jego obrony – Myriatin jest bronione przez „własowców”, a ich rozbicie i wzięcie do niewoli, z punktu widzenia interesów jego formacji interesuje go o wiele bardziej niż uniknięcie strat. W końcu nie waha się nawet przed zorganizowaniem zamachu na życie generała – Willys Kobrisowa zostaje „przypadkowo” ostrzelany przez haubicę, w wyniku czego generał zostaje ciężko ranny, a jego trzej towarzysze giną...
Jest to również wielka panorama frontu wschodniego z jego realnymi bohaterami – Żukowem, Stalinem, Guderianem i Własowem, których przywołanie jest dla autora pretekstem do poruszenia kwestii do tej pory w literaturze rosyjskiej przemilczanych – sposobu prowadzenia wojny przez ZSRR bez względu na ofiary, łatwości z jaka armia „hitlerowskich najeźdźców” odnosiła sukcesy w pierwszych latach wojny, nie uznającej kompromisów dyktatury Stalina i jego wszechwładnych „organów” oraz poprzez armię gen. Własowa problemu zdrady (?) blisko miliona obywateli ZSRR, którzy przewinęli się przez jej szeregi.

Władimow najwyraźniej pragnie aby jego czytelnik nie tylko pochłaniał fascynującą powieść, ale jednocześnie musiał cały czas myśleć, zastanawiać się nad tym [...] czy wszystko, co się wówczas wydarzyło – poza bezmierną ilością ofiar i krzywd – godne jest czci i chwały? Jak dziś ocenić obrońcę Moskwy i twórcę ROA, generała Andrieja Własowa? A jak uhonorowanych ponad miarę marszałków – dowódców poszczególnych frontów, dla których ilość ponoszonych ofiar nie miała żadnego znaczenia, a liczył się tylko efekt ostateczny, aprobata Naczelnego i własna kariera?

## Jak powstawała
Do napisania powieści autor długo się przygotowywał. Zdobywał imponującą wiedzę, badając skrupulatnie, z zacięciem profesjonalnego historyka różne rodzaje źródeł dokumentalnych. Poświęcił wiele lat na lekturę książek o tamtych czasach, nawiązał liczne kontakty z realnymi bohaterami teatru wojny. Byli wśród nich marsz. Mierieckow i gen. Łukin, przebywający kiedyś w niewoli razem z Własowem, czy też marsz. Bogdanow, nieraz stykający się osobiście z Guderianem w trakcie przedwojennych wizyt tego ostatniego w ZSRR.

## Wydania
Powieść po raz pierwszy ukazała się w odcinkach na łamach emigracyjnych pism „Grani” i „Kontinient” w 1994, w Rosji po raz pierwszy drukował ją w 1995 miesięcznik „Znamja”. Pierwsze polskie wydanie miało miejsce w 1999 roku.

## Krytyka
Chociaż dziś książka uznawana jest za najwybitniejsze dzieło Władimowa i jedno z najlepszych we współczesnej literaturze rosyjskiej, książka od momentu pierwszego skróconego wydania na łamach miesięcznika „Znamja” w 1995 podlegała również dosyć ostrej krytyce. Konserwatywni pisarze zarzucali jej zniekształcenie faktów historycznych oraz nadmierną sympatię do „żelaznego generała” Guderiana i „zdrajcy” Własowa. Dla innych, był to świetny, klasyczny „tołstojowski styl”. Większość była jednak zgodna, że jest to książka pasjonująca i dla Rosji zawsze nad wyraz aktualna. Sam Władimow twierdził, że nie jest to powieść historyczna tylko psychologiczna, i wiele z jej elementów, takich jak frontowy duch, sceny batalistyczne, a przede wszystkim zachowania głównych bohaterów, są jak najbardziej prawdziwe. Uważał ją za dzieło swojego życia.

Książka niezwykle znacząca, ważka, mądra. Ja osobiście zapamiętam ją do końca życia. Od pierwszych stronic czyta się ją z zachwytem: oto prawdziwa literatura, jakiej (współczesnej) już bardzo dawno nie czytałem.

Powieść Władimowa jest bezspornie jednym z największych arcydzieł literatury rosyjskiej tego stulecia. Obok „Doktora Żywago”, „Archipelagu Gułag”, „Mistrza i Małgorzaty”.

## Nagrody
- 1995 – rosyjska edycja Nagrody Bookera
- 1995 – Literacka Nagroda „Triumf”
- 2000 – Literacka Nagroda Andrieja Sacharowa